# 얼음 행성

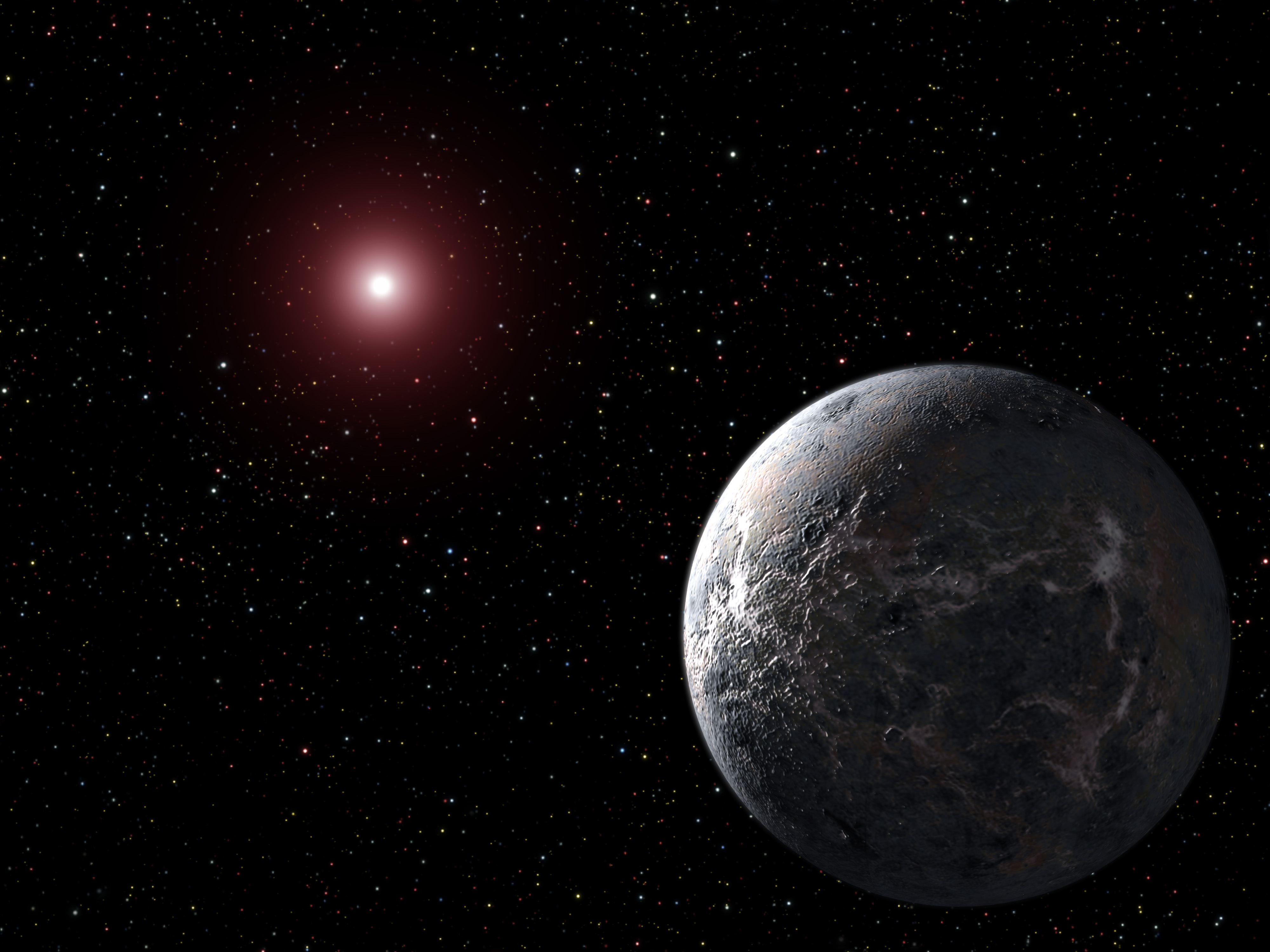
OGLE-2005-BLG-390Lb가 얼음 행성의 대표적인 예이다

얼음 행성 (Ice Planet) 은 가상의 외계 행성의 한 종류로 표면이 물이나 암모니아, 메테인 등의 성분으로 이루어진 얼음으로 뒤덮여있는 행성을 의미한다. 얼음 행성들은 태양계에 존재하는 소천체나 목성의 위성인 유로파, 토성의 위성인 엔셀라두스, 왜소행성 명왕성 같은 얼음으로 뒤덮인 천체들이 행성 사이즈로 커진 것이 얼음 행성과 비슷한 모습일 거라고 추측하고 있다. 또한 조금 따뜻한(평균 온도 -20도)정도 되는 행성은 생명이 살 수 있다.

## 특성
표면이 얼음으로 뒤덮여 있기 때문에 표면 온도는 매우 낮을 것이라고 추측하고 있다. 얼음 행성의 표면은 생명체에게 적대적인 환경이지만 지각 활동이나 주변 천체와의 상호작용으로 인한 조석열 등으로 발생한 열로 지하에 바다가 존재할 확률이 크기에 이런 환경에서는 어류형 생명체나 플랑크톤 같은 생명이 존재할 확률이 크다고 추측하고 있다.

## 같이 보기
- 거대 얼음 행성
- 얼음 위성
- 바다 행성
- 눈덩이 지구